# Adolf Gaspary
Adolf Gaspary (Berlino, 23 maggio 1849 – Berlino, 17 marzo 1892) è stato un filologo e letterato tedesco.

## Biografia
Studiò filosofia, storia dell'arte e filologia romanza a Berlino, a Monaco e Friburgo.
Tra il 1873 e il 1875  viaggiò molto in Francia, Spagna, Portogallo e in Italia.
Durante un soggiorno a Napoli conobbe Francesco de Sanctis del quale subì l'influsso e divulgò il pensiero in Germania.
Nel 1875, tornato in Germania, divenne allievo di Adolf Tobler.
Nel 1880 fu docente di letterature romanze a Breslavia poi, nel 1891, a Gottinga. Un anno dopo, nella notte del 17 marzo 1892, si suicidò.

## Opere
- Francesco De Sanctis, in «Archiv für das Studium der neueren Sprachen», volumi 53 e 54, 1874; 1875.
- Die sicilianische Dichterschule des 13. Jahrhunderts, Berlino, 1878 (trad. it. 1882).
- Storia della letteratura italiana , traduzione italiana di Nicola Zingarelli, Torino, Loescher, 1987.
- Geschichte der italienischen Literatur (2 volumi), I, Berlino, 1884; II, Ibid., 1888 (trad. it. 1887-91).

Di notevole interesse anche due memorie sul dialetto napoletano e vari articoli sulla letteratura italiana.